# 圣富瓦拉隆格
圣富瓦拉隆格（法語：Sainte-Foy-la-Longue，法語發音：[sɛ̃t fwa la lɔ̃ɡ]）是法国吉伦特省的一个市镇，属于朗贡区。

## 地理
圣富瓦拉隆格（44°36'35"N, 0°8'44"W）面积9.37 平方千米，位于法国新阿基坦大区吉倫特省，该省份为法国西南部沿海省份，是法國本土面积最大的省，北起滨海夏朗德省，西临大西洋，南至朗德省，东南接洛特-加龍省，东临多爾多涅省。
与圣富瓦拉隆格接壤的市镇（或旧市镇、城区）包括：圣洛朗迪布瓦、卡瑟伊、科德罗、莫里泽斯、圣安德烈迪布瓦、圣洛朗迪普朗、圣马夏尔、圣马丹德塞斯卡。

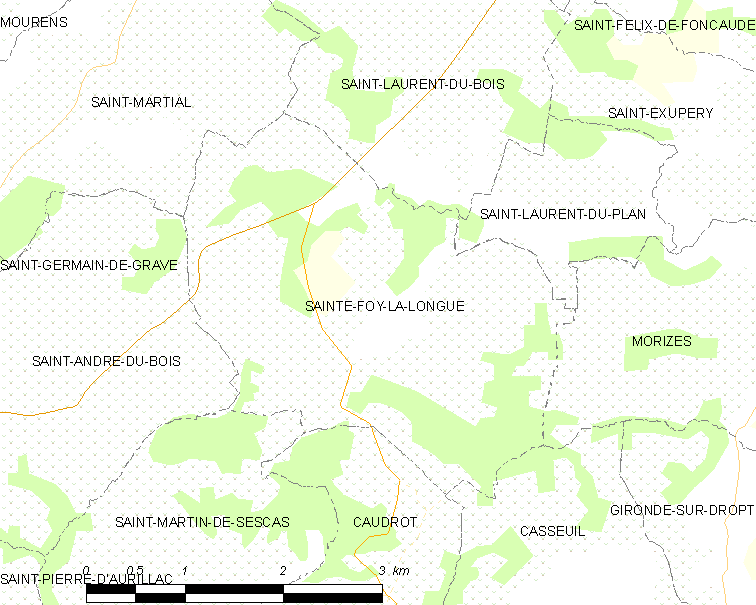
圣富瓦拉隆格的OSM定位图

圣富瓦拉隆格的时区为UTC+01:00、UTC+02:00（夏令时）。

## 行政
圣富瓦拉隆格的邮政编码为33490，INSEE市镇编码为33403。

## 政治
圣富瓦拉隆格所属的省级选区为海间县。

## 人口

1962-2008年间圣富瓦拉隆格人口变化图示

圣富瓦拉隆格于2022年1月1日时的人口数量为138人。